# Isoperla flavescens
Isoperla flavescens is een steenvlieg uit de familie Perlodidae. De wetenschappelijke naam van de soort is voor het eerst geldig gepubliceerd in 1986 door Zhiltzova & Potikha.